# Абжуйцы
Абжуйцы (абх. Абжьыуа — срединные люди, груз. აბჟუები, აბჟვა) — одна из этнографических групп абхазского народа (в том числе члоуцы и джгердинцы). Проживают в одной из семи исторических областей Абхазии — Абжуа, а также в Турции среди абхазской диаспоры. Абжуйцы говорят на абжуйском диалекте абхазского языка, который разделяется на три говора: джгярдинский, атарский, чхортольский. Центром Абжуйской Абхазии является село Мокви Очамчырского района.

## Грузино-абхазский конфликт
Во время грузино-абхазской войны 1992—1993 гг. жители Абжуйской Абхазии были зажаты со всех сторон грузинскими формированиями, удерживая лишь несколько горных сёл и город Ткварчели, который находился в блокаде. В селе Члоу располагался штаб Восточного фронта.

## История
В позднюю античность на территории Абжуйской Абхазии располагалась княжество Апсилия. Принято считать, что апсилы, основное население названного княжества, своим культурными и диалектными особенностями, составили ядро для формирования абжуйского субэтноса.
К VII-VIII в. Апсилия была поглощена соседним княжеством Абазгия. Таким образом сформировалось Абхазское царство. В плане этнической особенности, вполне вероятно, что апсилы подверглись влиянию более многочисленных абазгов.

## Абжуйские фамилии
Окончание «уа» в переводе с абхазского — люди (Ашхаруа, Ануа, Абардзуа, Чолокуа).
Окончание «ба/ипа» в переводе с абхазского — сын (Абазба, например) также присутствует почти у всех этносов.
Окончание «иа/ия» в абхазских фамилиях заимствовано из мегрельского (Асландзия, Бжания, Тания, Габлия, Миквабия).
Окончание «аа», которое является показателем множественного числа, часто заменяется мегрельским «ава» (Атмаа, Мкаа, Апсаа).
Кроме того, есть фамилии турецкого (Латиф, Селим, Начач, Кур-ипа) и грузинского происхождения (Камкия, Чкуан, Халваш, Киртба), есть небольшая доля фамилий на окончание «ал» (Аджинджал, Чачхал, Хурхумал, Кирвал), «хуа/хва» (Хатхуа/Хатхва, Канхуа/Канхва, Лабахуа/Лабахва, Хуахуа/Хвахва) и «пш» (Трапш, Инапш, Багапш), фамилии с русифицированными окончаниями «ов/ев» (Мамацев, Кячев, Муртазов, Дармилов). Также присутствуют фамилии с редкими окончаниями: Шармат, Брум, Эмсых, Абаш, Соломка, Амкуадж, Амкуаб, Мерчуле, Тхазоу и другие.

## Имена
Как и в других частях Абхазии, преобладают арабские (мусульманские) и греко-римские (христианские) имена, но в последнее время набирают популярность традиционные абхазо-адыгские имена.

## Язык
Абжуйский диалект лежит в основе литературного абхазского языка.